# Estern-Büren
Estern-Büren war bis 1964 eine Gemeinde im ehemaligen Kreis Ahaus, die aus Teilen von zwei alten westfälischen Bauerschaften bestand. Das ehemalige Gemeindegebiet gehört heute zur Stadt Stadtlohn im Kreis Borken in Nordrhein-Westfalen.

## Geografie
Die Stadtlohner Stadtteile Estern und Büren sind landwirtschaftlich geprägt und liegen östlich der Kernstadt Stadtlohn. Während Estern keinen eigentlichen Siedlungskern hat, besitzt Büren einen kleinen Dorfkern rund um die St.-Karl-Borromäus-Kirche. Die ehemalige Gemeinde Estern-Büren besaß eine Fläche von 11,9 km². Im ehemaligen Gemeindegebiet liegt das Landschaftsschutzgebiet Hengelborger Bach.

## Geschichte
Das Gebiet der Gemeinde Estern-Büren, bestehend aus den nördlichen Teilen der alten Bauerschaften Estern und Büren, gehörte ursprünglich zum Kirchspiel Stadtlohn und nach der Napoleonischen Zeit zur Bürgermeisterei Stadtlohn im 1816 gegründeten Kreis Ahaus. Die südlichen Teile der Bauerschaften Estern und Büren gehörten seit jeher zum Kirchspiel Gescher, bildeten später die Gemeinden Estern sowie Büren und gehören heute zur Stadt Gescher.
Mit der Einführung der Westfälischen Landgemeindeordnung wurde 1843 aus der Landbürgermeisterei Stadtlohn das Amt Stadtlohn, zu dem die fünf Gemeinden Almsick, Estern-Büren, Hengeler-Wendfeld, Hundewick und Wessendorf gehörten.
Am 1. August 1964 wurde Estern-Büren mit Almsick, Hengeler-Wendfeld, Hundewick und Wessendorf zur Gemeinde Kirchspiel Stadtlohn zusammengeschlossen, die ihrerseits 1969 in die Stadt Stadtlohn eingemeindet wurde.

## Einwohnerentwicklung
| Jahr | Einwohner | Quelle |
| ---- | --------- | ------ |
| 1858 | 664       | [ 4 ]  |
| 1885 | 461       | [ 5 ]  |
| 1910 | 585       | [ 6 ]  |
| 1939 | 813       | [ 7 ]  |
| 1950 | 913       | [ 1 ]  |
| 1964 | 868       | [ 1 ]  |

## Gegenwart
Träger des lokalen Brauchtums sind die Schützenvereine St. Laurentius Estern und St. Michael Büren. Baudenkmäler im Bereich Estern-Büren sind die Mäusescheune auf dem Hof Lammerding, das Kapellengebäude Haus Hengelborg und die katholische Kirche St. Carl Borromäus.